# Татьянин день
Татья́нин день, День российского студенчества — памятная дата в России, а также день в православном календаре и народном месяцеслове. Название дня произошло от имени раннехристианской мученицы Татьяны Римской, память которой совершается в Православной церкви 12 (25) января.
После подписания в 1755 году императрицей Елизаветой Петровной указа об учреждении Московского университета «Татьянин день» стал праздноваться сначала как день рождения университета, а позднее и как праздник российского студенчества. С 2005 года день 25 января в России официально отмечается как «День российского студенчества».

## История дня российского студенчества
12 (23) января 1755 года (день памяти святой мученицы Татианы и в день именин матери Ивана Шувалова) российская императрица Елизавета Петровна одобрила прошение Ивана Шувалова и подписала указ об открытии Московского университета, ставшего одним из центров русской передовой культуры и общественной мысли в России.
По сохранившимся воспоминаниям, «Шувалов нарочно выбрал этот день для поднесения государыне проекта; на память Св. великомученицы Татьяны, была именинница мать его: он хотел обрадовать её новым назначением своим в должность куратора русского университета».
Впоследствии в одном из флигелей старого здания университета была создана домо́вая церковь святой мученицы Татианы, а сама святая была объявлена покровительницей всего российского студенчества.
Праздник был установлен в 1850 году. Изначально в нём принимали участие лишь студенты Московского университета, впоследствии праздник распространился и на студентов других учебных заведений.
Уже к середине XIX века из праздника студентов и профессоров Московского университета Татьянин день фактически превратился в праздник российской интеллигенции.
Празднование дня студента в Российской империи было шумным и весёлым. Поначалу этот праздник отмечали только в Москве, но в нём принимал участие практически весь город. Начинался праздник с проведения молебна в университетской церкви, потом в присутствии статусных гостей проводились официальные церемонии в здании университета. До своей гибели Великий князь Сергей Александрович с супругой Елизаветой Фёдоровной ежегодно посещал этот праздник. Существовало поверье, что если кто-то из студентов сможет заполучить цветок из букета, подаренного Великой княгине, то этот человек успешно сдаст экзамены.
Затем по городу проходили шумные и весёлые гуляния. Под студенческую «гулянку» француз Оливье, бывший хозяином «Эрмитажа», даже отдавал зал ресторана, где студенты и профессора отмечали праздник. После 9 часов вечера студенты перемещались в рестораны, расположенные ближе к Тверской заставе, «Яр» и «Стрельну». В этих заведениях в Татьянин день не обслуживалась обычная публика, не пели хоры. Из напитков подавали только водку и пиво, которые наливали прямо из бочонков.
На праздновании, как водится, выпивали. Но в этот день царские жандармы, встретив выпившего студента, не трогали его, а, напротив, предлагали свою помощь.
Известно, что адвокаты, окончившие юридический факультет московского университета, ежегодно отмечали Татьянин день в ресторане «Прага».
После революции 1905 года студенты перестали посещать «Эрмитаж» и устраивать там шумные празднества. В 1910 году Татьянин день также был отмечен спокойно. Ближе к Первой мировой войне исторические кутежи стали сходить на нет.
В одном из своих шуточных фельетонов выпускник университета А. П. Чехов писал об этом дне: «В этом году выпили всё, кроме Москвы-реки, и то благодаря тому, что замёрзла… Пианино и рояли трещали, оркестры не умолкали. Было так весело, что один студент от избытка чувств выкупался в резервуаре, где плавают стерляди». В. А. Гиляровский писал, что «никогда не были так шумны московские улицы, как ежегодно в этот день. И полиция, — такие она имела расчёты и указания свыше, — в этот день студентов не арестовывала. Шпикам тоже было приказано не попадаться на глаза студентам».
В 1910-е годы Московская городская дума предложила праздновать Татьянин день без алкоголя, заменив увеселительные заведения на антиалкогольный музей, располагавшийся у Никитских ворот.
Сохранилось описание празднования Татьяниного дня в 1918, в год закрытия университетской церкви. У студентов проходили вечеринки с концертами и танцами в столовой на Бронной улице. Профессура собралась в Круглом зале Правления университета на чаепитие за длинным столом, а затем ректор поехал к студентам, где его ждали. На студенческой вечеринке присутствовали наркомы Н. А. Семашко и А. В. Луначарский, поэт К. Д. Бальмонт.
После Октябрьской социалистической революции Татьянин день вспоминали уже редко. Только после открытия в 1995 году храма в честь мученицы Татианы при Московском университете этот праздник вновь ожил. С 2005 года 25 января отмечается в России как «День российского студенчества».
Символичность праздника как студенческого подчёркивается совпадением с учебным календарём — 25 января является одновременно последним днём 21-й учебной недели, традиционным концом экзаменационной сессии первого семестра, после которой наступают зимние студенческие каникулы.

### Несоответствие хронологии
День российского студенчества установлен 25 января в честь подписания указа об открытии Московского университета. В действительности университет основан 12 (23) января 1755 года. Дата 25 января является ошибочной и не соответствует общепринятой в научном мире хронологии.

## У восточных славян

### Другие названия
рус. Татьянин день, Татьяна Крещенская, Татьяна, Таньки крещенские.

### Традиции
В день Татьяны Крещенской ставят свечи за успехи в учёбе. Мученице Татиане молятся в трудном учении и просвещении; святителю Савве молятся при разных недугах; иконе Божией Матери «Млекопитательница» молятся о помощи при родах, о кормлении молоком, при недостатке материнского молока, а также о здоровье младенцев. Считалось, что списки с иконы «Акафистная» защищают дом от пожара.
По морозу судили о погоде весной и летом. У восточных славян ещё в начале XX века в этот день женщины свивали клубки пряжи как можно туже и крупнее, чтобы кочаны капусты уродились тугими и крупными.
У крестьян было поверье, что женщина, родившаяся в этот день, будет хорошей хозяйкой: «Татьяна и каравай печёт, и половики по реке бьёт, и хоровод ведёт».

### Поговорки и приметы
- Когда солнце закатилось, хлебного каравая не починай, не то другой день свой почнёшь[19].
- Раннее солнце — ранние птицы[20].
- На Татьяну проглянет солнышко рано — к раннему прилёту птиц[21].
- Татьяна и каравай печёт, и половики на реке бьёт, и хоровод ведёт[16].
- Наша Татьяна и с воды пьяна[22].
- Если на Татьяну морозно и ясно — будет хороший урожай; тепло и метель — к неурожаю[23].

## Комментарии
1. ↑  Русская православная церковь празднует память мученицы Татианы Римской 12 января по юлианскому календарю. Разница между юлианским и григорианским календарями в XVIII веке составляла 11 дней. В XX—XXI веках эта разница составляет 13 дней.